# Villa des Papyrus
La villa des Papyrus est une villa d'Herculanum, ayant probablement appartenu à Pison, beau-père de Jules César. Elle a été ensevelie par l'éruption du Vésuve en 79 et explorée lors de fouilles archéologiques en 1750, commandées par Charles de Bourbon. Par la richesse des découvertes effectuées, ainsi que par l'importance de son architecture, la villa est exceptionnelle. Elle fait à nouveau l'objet de fouilles dans les années 1996-1998, qui mettent à ciel ouvert la partie donnant sur l'antique front de mer, puis de travaux d'étude et de conservation au début du XXIe siècle.

## Histoire des fouilles
Cette grande villa suburbaine fut découverte de façon fortuite en 1750 lors du creusement d'un puits. Elle se situait à quelque distance de l'Herculanum antique, dont elle était séparée par le lit d'un ancien ruisseau. Face à la mer, dans un espace très salubre, la villa était parfaitement reliée aux villes et installations situées à proximité.
Malgré le grand intérêt du site, les explorations furent abandonnées en 1761 en raison de l'accumulation dangereuse dans les galeries de gaz carbonique d'origine volcanique,. Amedeo Maiuri souhaitait en 1955 qu'« un jour, […] on pourra reprendre, sur une nouvelle base, les fouilles de la plus précieuse et la plus riche villa du monde antique ». Il a été entendu. La reprise de fouilles, à ciel ouvert cette fois, a été organisée dans les années 1996-1998 (Scavi Nuovi). Les fouilles furent confiées à une association Associazione Temporanea di Imprese et réalisées à trente mètres de fond sur une zone irrégulière aux contours imposés par les expropriations. La défaillance de l'association laissa les explorations inachevées et sans aménagements de protection. La Surintendance reprend en 1999 le contrôle et fait réaliser de 2000 à 2007 les travaux indispensables de drainage et d'aménagement, puis relance à partir de 2007 les travaux de fouilles et de restauration.
Domenico Comparetti a identifié la villa comme la résidence secondaire de bord de mer de Lucius Calpurnius Piso Caesoninus, beau-père de Jules César, érudit et protecteur des poètes et du philosophe Philodème de Gadara, aux dires de Cicéron. Cette attribution, largement reprise, est toutefois contestée. Le propriétaire, quel qu'il soit, constitua une bibliothèque, à ce jour la seule de l’Antiquité à nous être parvenue en l’état, dans son intégralité.

## Architecture

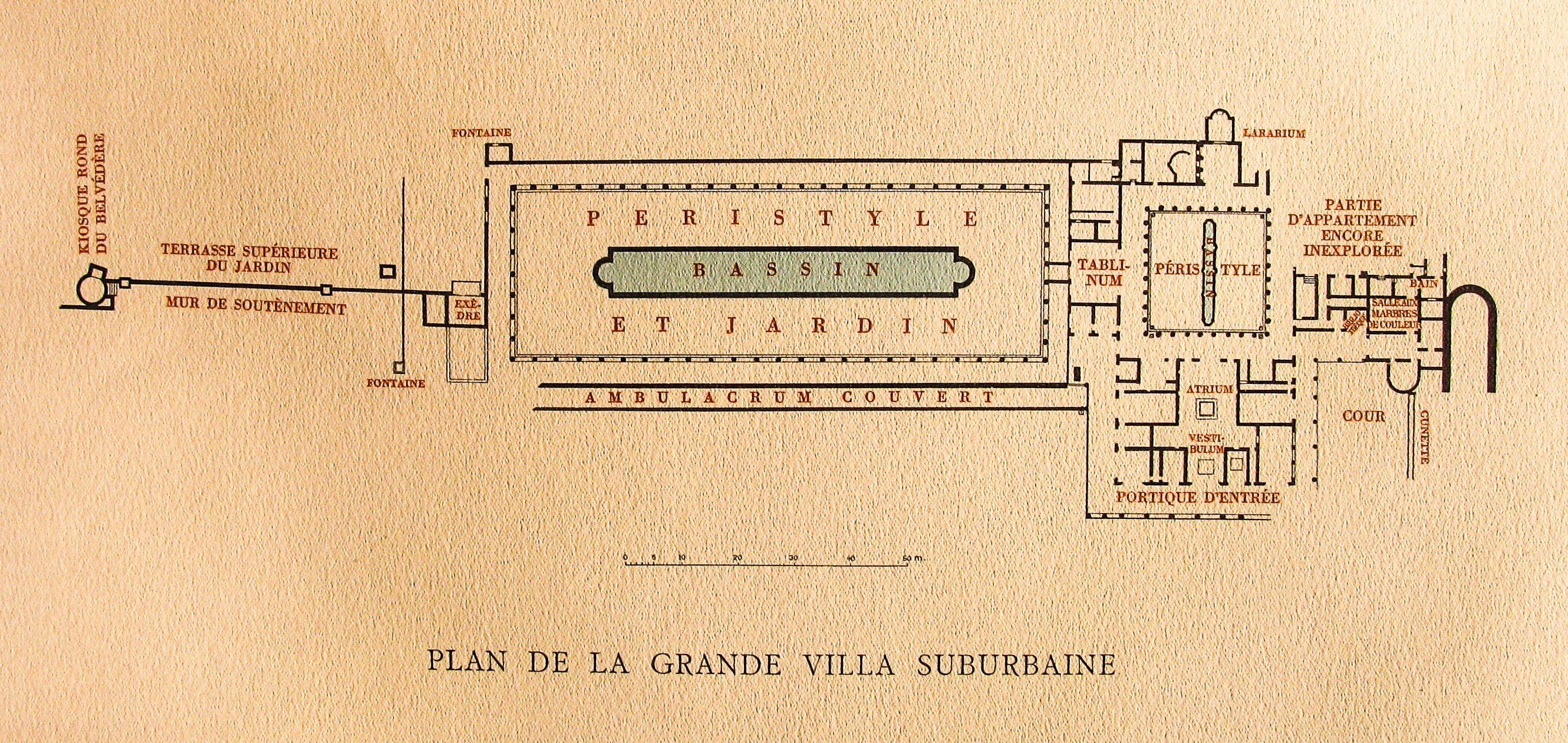
Plan de la villa des Papyrus, dressé au XVIIIe siècle par Charles Weber.

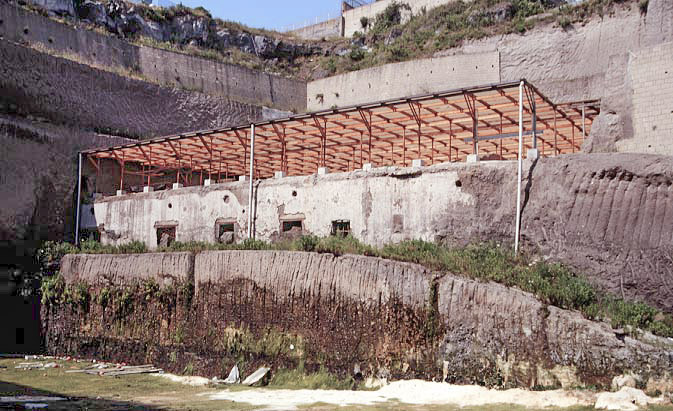
Villa des Papyrus, secteur en terrasses mis au jour en 1986-1988.

Le plan de la villa est conforme au type de la villa suburbaine répandu dans la baie de Naples : l'atrium ne sert que de vestibule contrairement à la maison traditionnelle où il sert d'espace central pour la famille. Les pièces à vivre sont réparties autour de péristyles et terrasses, pour des raisons de luminosité. La villa possède également un vaste jardin où sont présents espaces à couvert et dégagés afin de profiter du soleil. L'entrée du côté de la mer possédait un portique à colonnes. Elle permettait d'accéder à l'atrium qui était richement décoré : l'impluvium était orné de statuettes, de même pour des niches aménagées.
Le premier péristyle était de forme carrée et au milieu se situait une piscine aux angles ornés d'une fontaine en forme de coquille et de statuettes de bronze. À l'est de cet espace se situaient des pièces destinées à l'habitat et aux loisirs, et dans une de celles-ci furent trouvés les papyrus ayant donné leur nom à la villa. À l'ouest se situait un vaste péristyle de 100 mètres de long sur 37 mètres de large, avec une piscine aux dimensions de 66 mètres de long sur 7 mètres de large. Le long de l'ambulacrum et dans tout l'espace lié à ce grand péristyle les fouilleurs découvrirent « une véritable galerie d'œuvres d'art » témoignant du goût du maître des lieux : groupes d'animaux, de danseuses, représentations de faunes, de philosophes, etc. Vers l'ouest, au-delà du grand péristyle, une allée conduit à un kiosque rond situé sur un belvédère surplombant la campagne de quatre mètres. La villa était alimentée en eau par un aqueduc souterrain.

## Découvertes
D'après les rapports de fouilles de 1752 et 1753, une pièce dans l'angle ouest de l'atrium contenait une importante quantité de grain, stockés en vrac. D'après les notes de fouilles plus ou moins précises, le volume de grains découvert représentait entre 1300 et 1660 litres, soit en mesures antiques entre 149 et 190 modii.
Les fouilleurs ont extrait une remarquable série de statues en bronze, ainsi que bustes (Épicure) et statues, copies lapidaires de bronzes grecs d'époque classique (notamment du Doryphore, de Polyclète).
En 2007, les fouilleurs ont exhumé dans la salle dite du pavillon de la mer un exceptionnel mobilier en bois carbonisé, au moins trois trépieds et deux petites tables. Les opérations particulièrement délicates d'extraction, de nettoyage et de restauration ont révélé un mobilier d'un luxe sans équivalent connu. En bois de frêne, ces meubles sont recouverts d'un placage d'ivoire sculpté, figurant des motifs religieux, dionysiaques pour la plupart.

### Bibliothèque des papyrus
La villa contient une bibliothèque de 1 838 rouleaux de papyrus qui, quoique carbonisés par les boues brûlantes, ont été préservés à l'abri de l'air (ils n'ont pas été brûlés). Cet ensemble comprend de nombreux papyrus intéressants, en particulier dans le domaine de la philosophie grecque (fragments du De la nature en six livres de Lucrèce, du De La Nature d'Épicure, textes épicuriens de Philodème de Gadara), dont certains en plusieurs exemplaires.
Tous les papyrus découverts dans les années 1752-1754 n'ont pas encore été récupérés.
Les rouleaux de papyrus sont conservés à la Bibliothèque nationale de Naples. Les rouleaux carbonisés sont particulièrement fragiles. Certains ont pu être déroulés mais avec des degrés variables de succès et des destructions.
En 2014, une équipe internationale, regroupant notamment des chercheurs français du CNRS et italiens du CNR, a réussi à déchiffrer quelques mots de certains papyrus et ce, sans les dérouler ou les fragiliser davantage. Ils ont pour cela utilisé la tomographie X à contraste de phase — une technique d'imagerie utilisant des rayons X — à l'European Synchrotron Radiation Facility,,. Le papyrus étudié, désigné sous le nom de PHerc.Paris.4, serait un écrit de Philodème de Gadara.
En 2023 un étudiant de l'université de Nebraska-Lincoln, Luke Farritor, serait parvenu à déchiffrer pour la première fois un mot entier issu d'un des papyrus dont aucune lettre n'avait pu être identifiée. Grâce aux travaux du chercheur Brent Seales, à la tomographie X déjà employée précédemment et au développement d'une intelligence artificielle, est apparu le mot πορφύραc (porphyras) qui signifie pourpre ou violet en grec ancien, sans que le papyrus ne soit déroulé physiquement.
À la suite de cette avancée, Youssef Nader, un étudiant égyptien décide de se concentrer sur la même zone du papyrus et présente quelque semaines plus tard de nouvelles lettres en grec. Les papyrologistes spéculent désormais sur leur interprétation : elles pourrait former les mots ανυοντα (anyonta) (réaliser, accomplir…) et, en dessous, ομοιων (omoiōn) (similaire), suggérant qu'on aurait affaire à un texte inédit.
Début 2024, l'union des travaux de Youssef Nader, Luke Farritor et de l'étudiant en robotique suisse Julian Schilliger a permis de déchiffrer environ 5 % du rouleau. Le texte révélé traiterait des « plaisirs de la vie » comme la nourriture ou la musique. Ces trois jeunes chercheurs ont remporté le « Vesuvius Challenge » lancé l'année précédente par Brent Seales et Nat Friedman, fondateur de la plateforme GitHub. Le prix de 700 000 dollars était destiné aux chercheurs capables de déchiffrer au moins 85 % de quatre passages de 140 caractères dans l'image déroulée numériquement proposée par les organisateurs.

### Sculptures de la villa des Papyrus
Les fouilles ont commencé en 1750. Depuis cette date, le tablinum en forme d'exèdre, qui reproduisait l’ephebeum d'un gymnase grec, a livré des sculptures en bronze et en marbre, comme un torse féminin, deux statues de coureurs, deux bustes de flamines et des reproductions de l'Héraclès de Polyclète et de l'Athéna Promachos : dans la Villa des Papyri ont été trouvés un total de quatre-vingt-sept statues, dont cinquante-huit en bronze et le reste en marbre, réalisées au Ier siècle avant notre ère sur des modèles grecs des IVe et IIIe siècles avant notre ère.

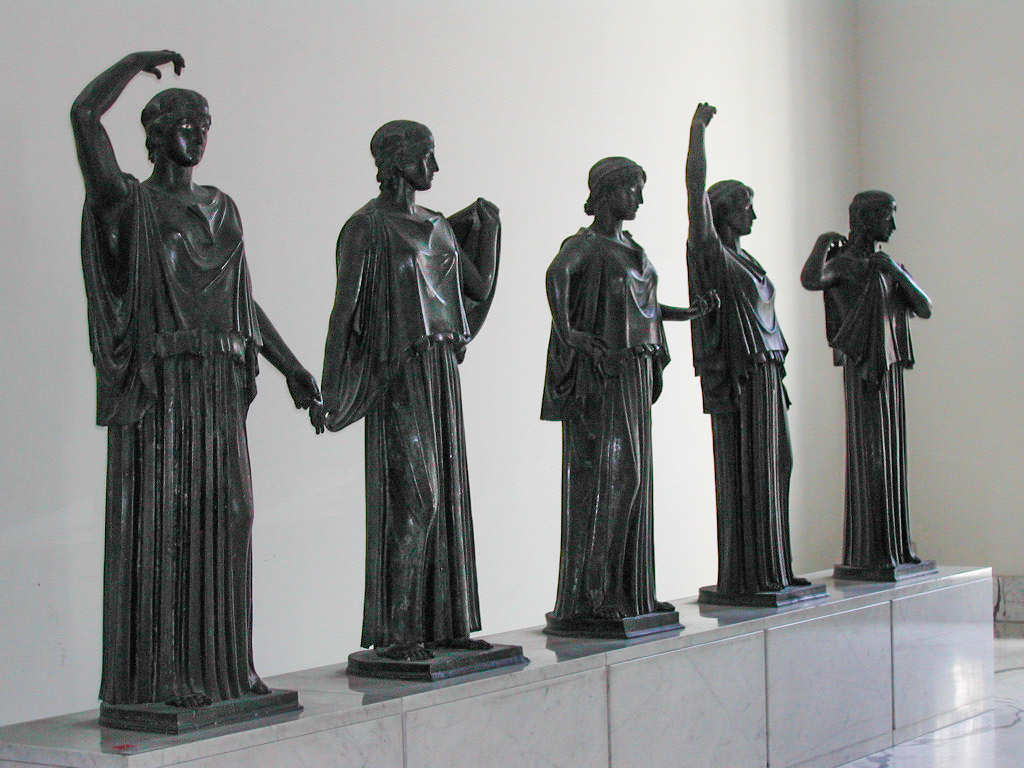
Danseuses.
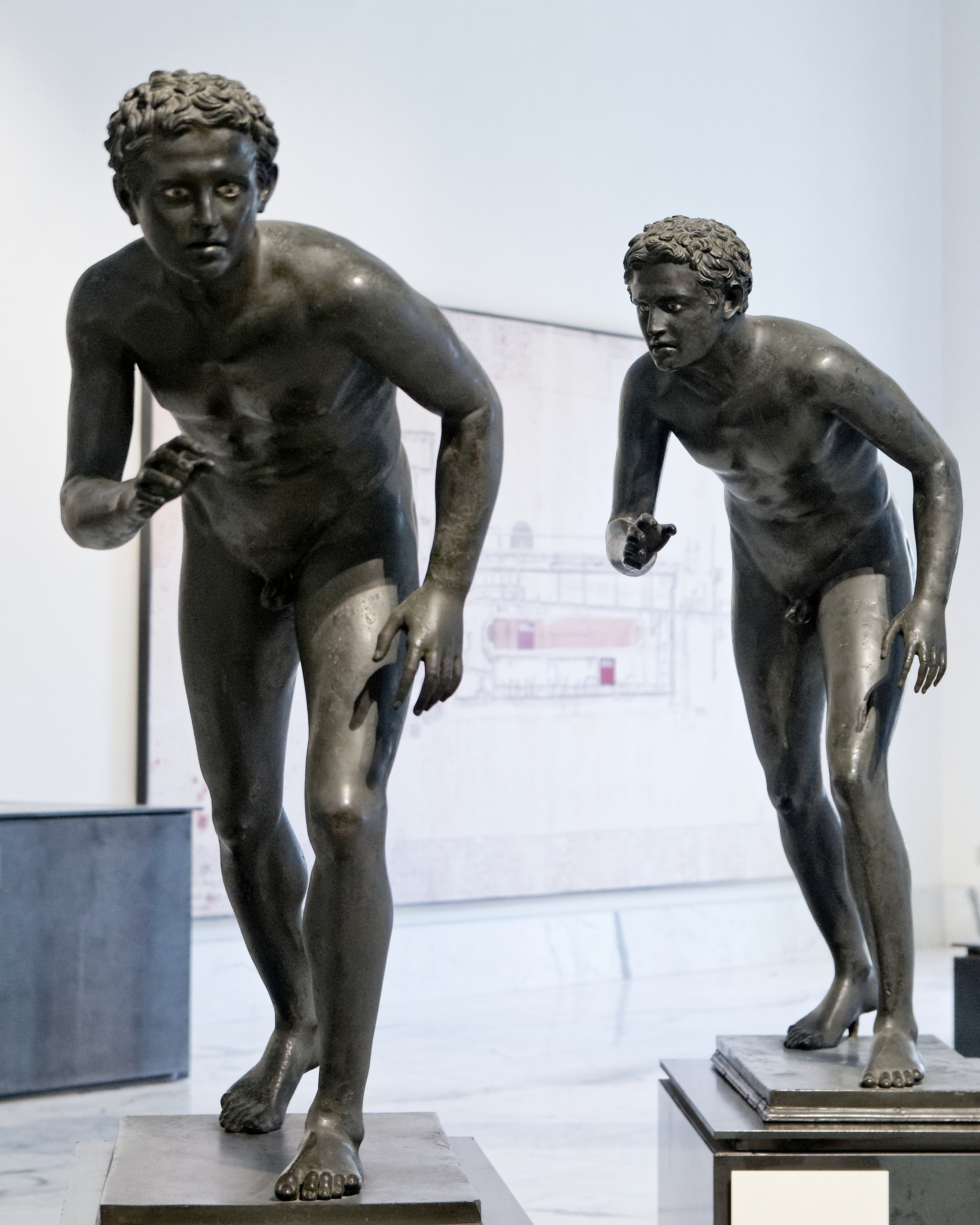
Coureurs ou athlètes.
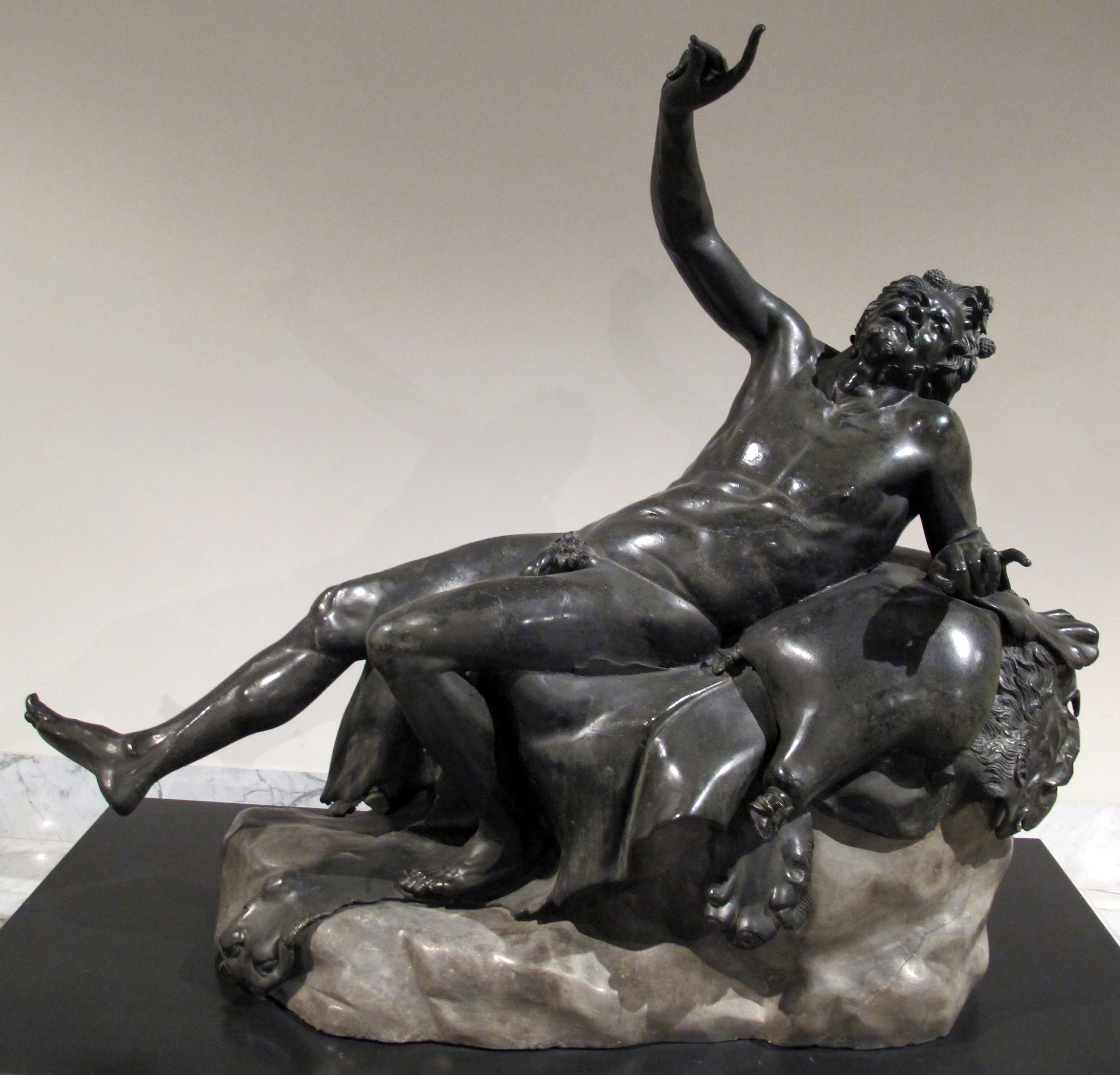
Satyre ivre
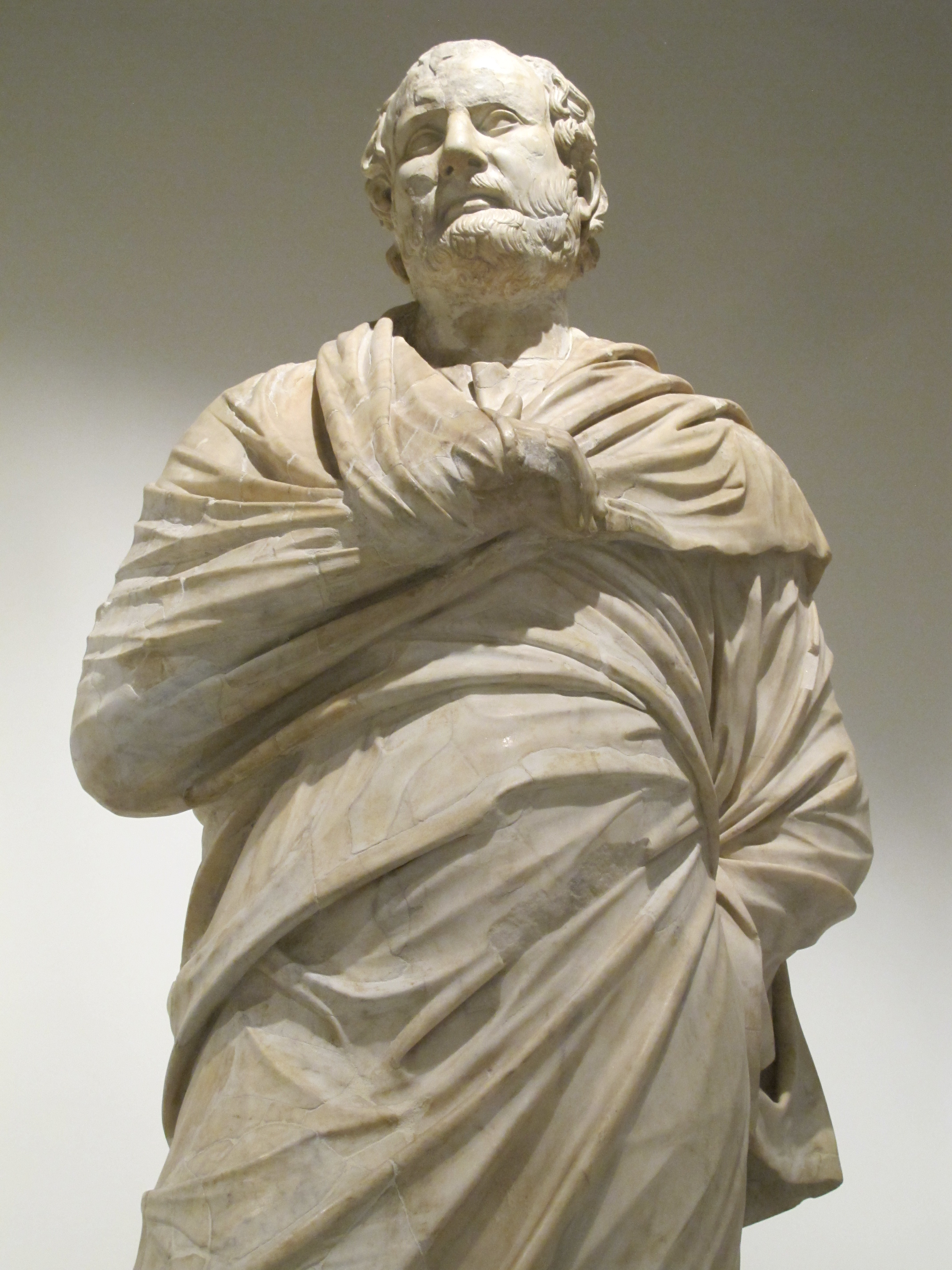
Statue d'Eschine.
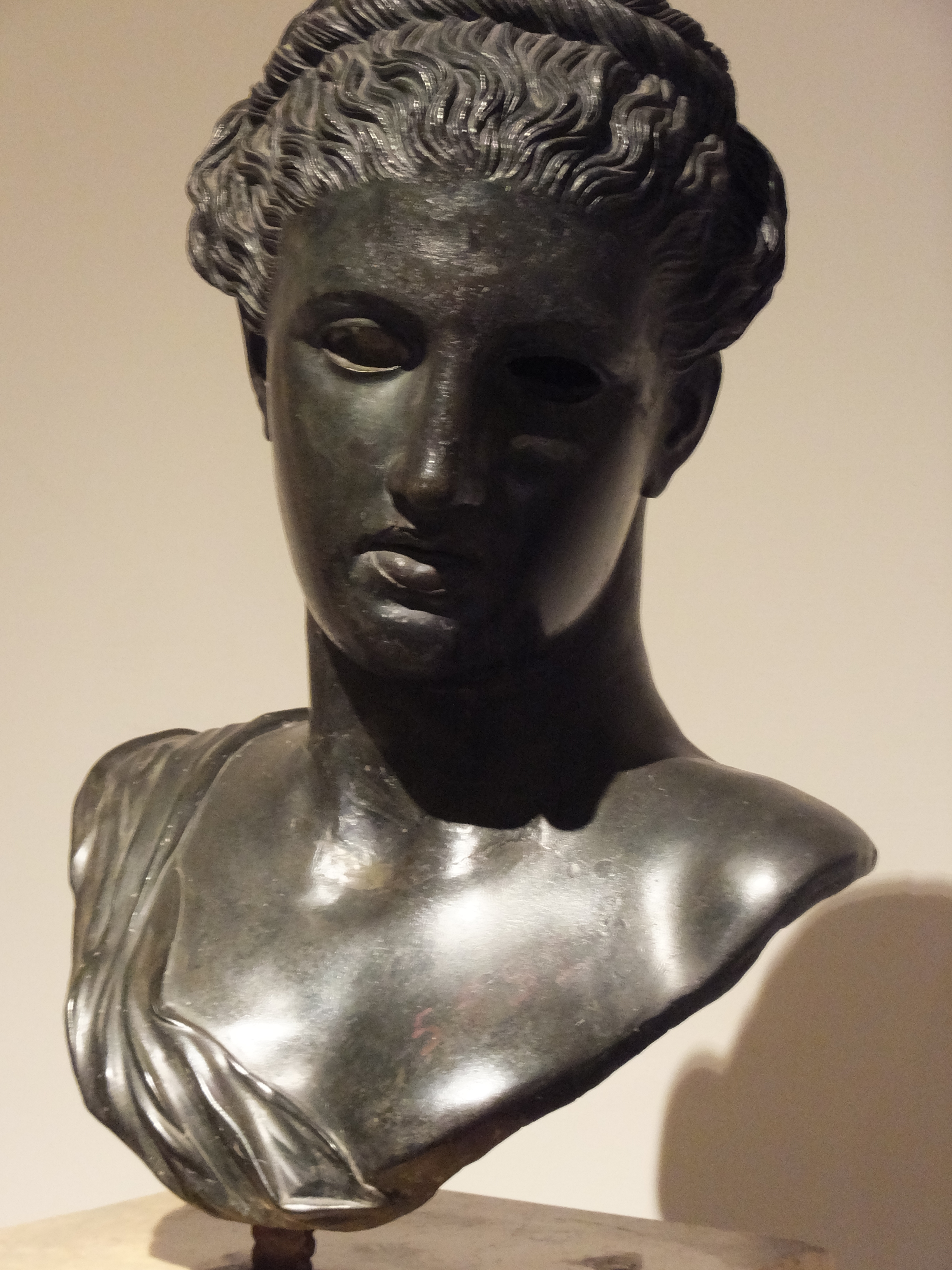
Buste d'Artémis ou de Bérénice.
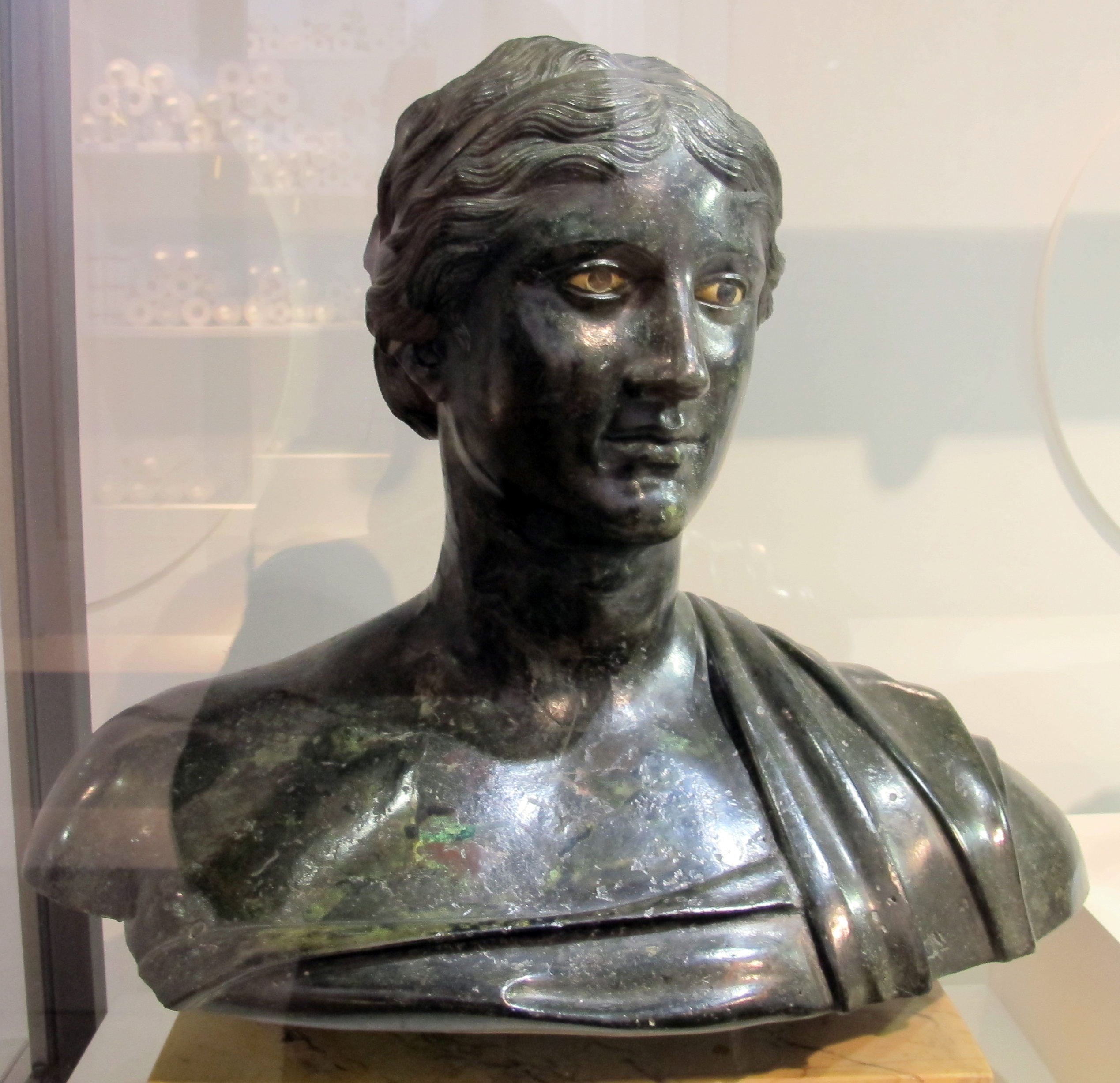
Buste de Sappho, copie d'un original de -400/-350.
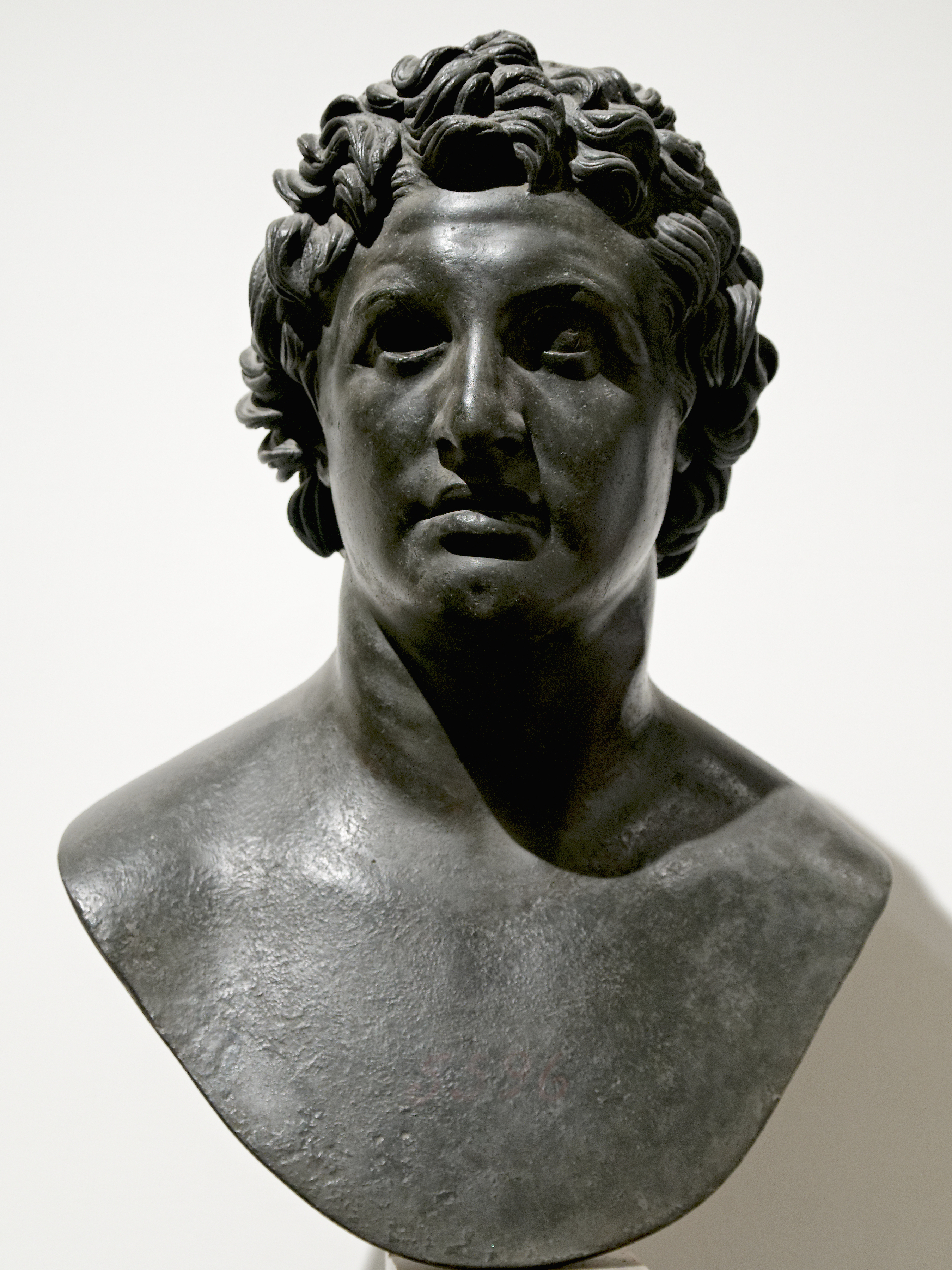
Buste connu comme celui de Ptolémée Alexandre, plus probablement portrait d'un souverain hellénistique.
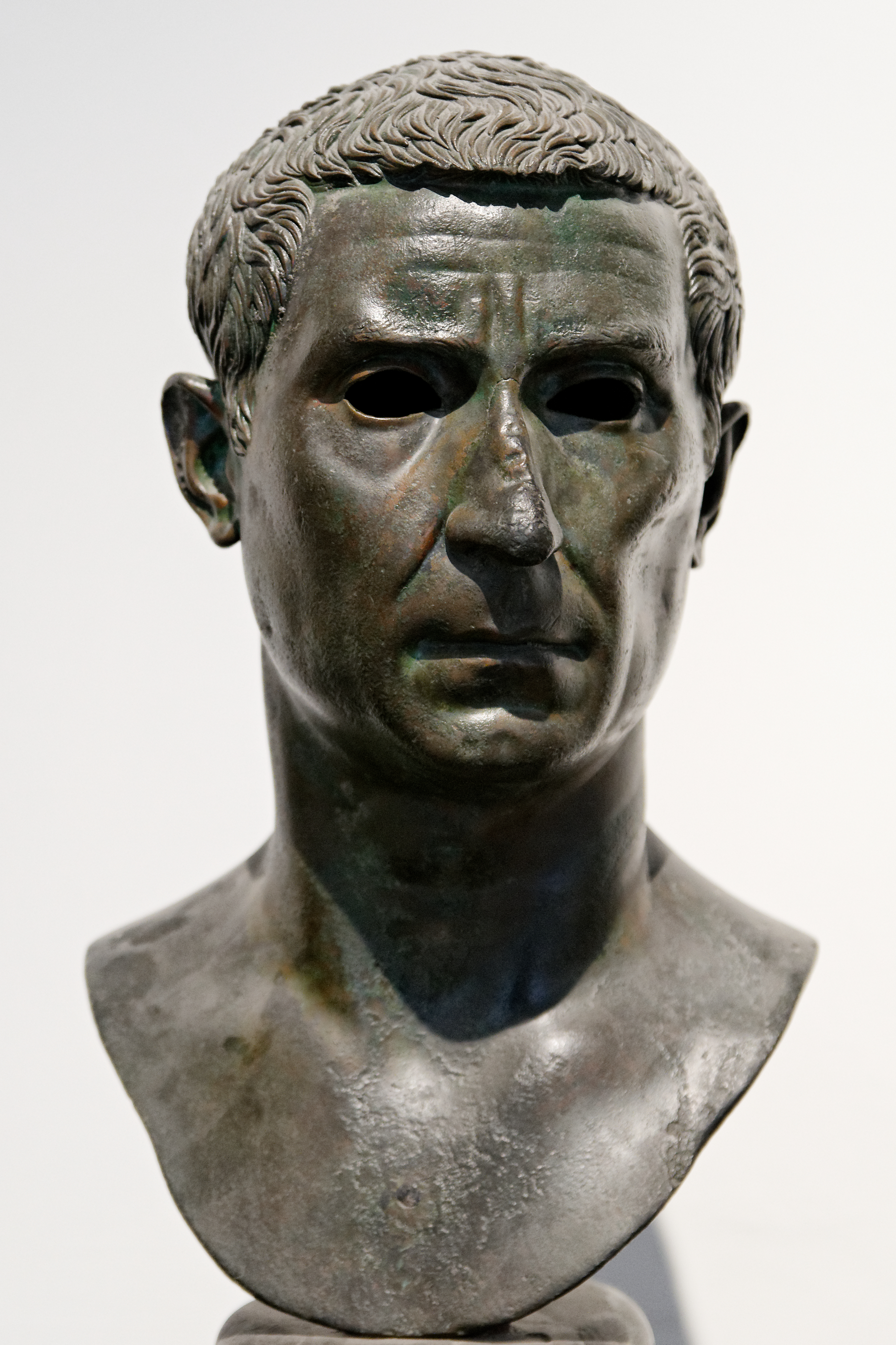
Portrait de Lucius Calpurnius Piso Pontifex.Fin Ier siècle avant notre ère ou début Ier siècle de notre ère.
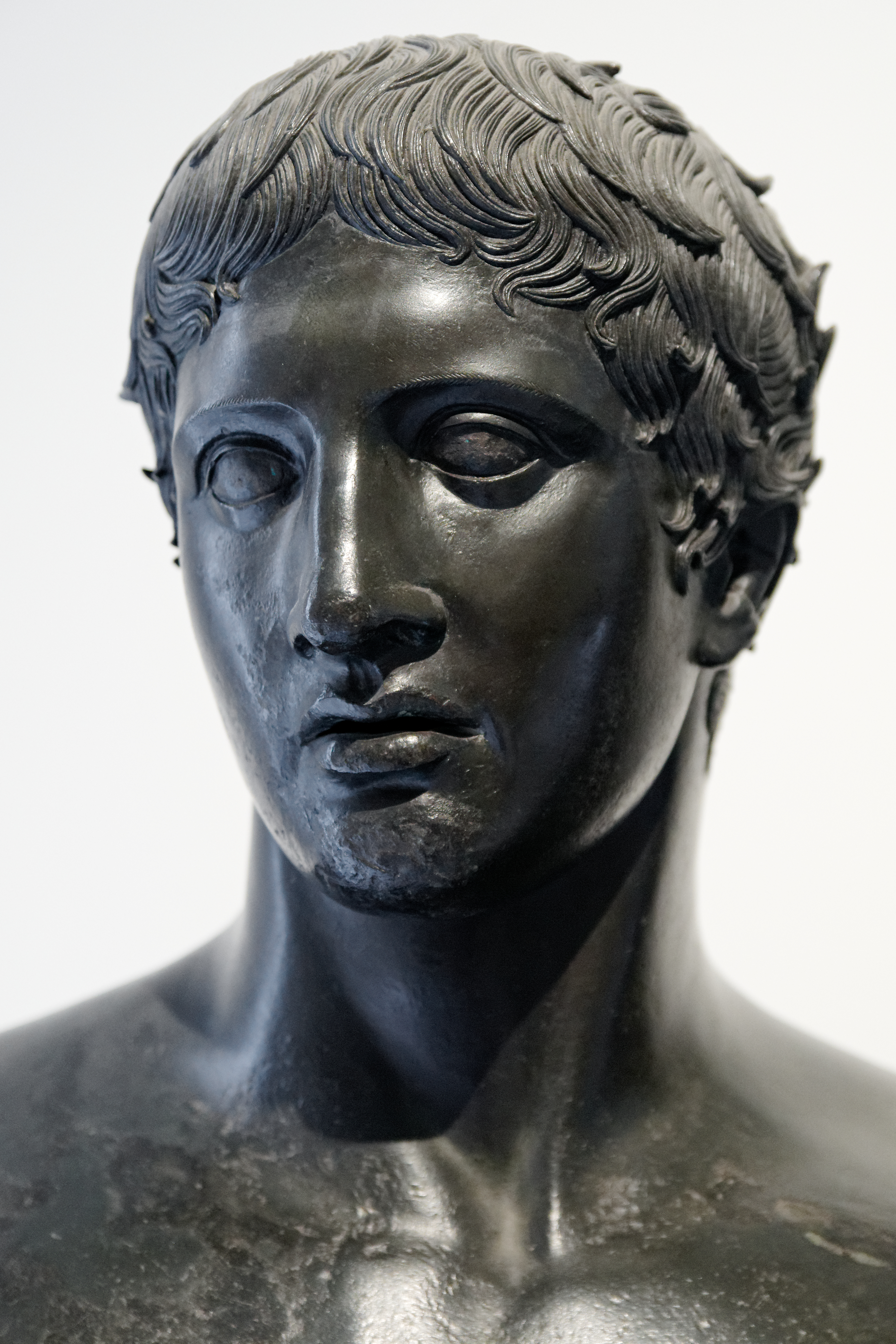
Pilier hermaïque représentant le Doryphore.
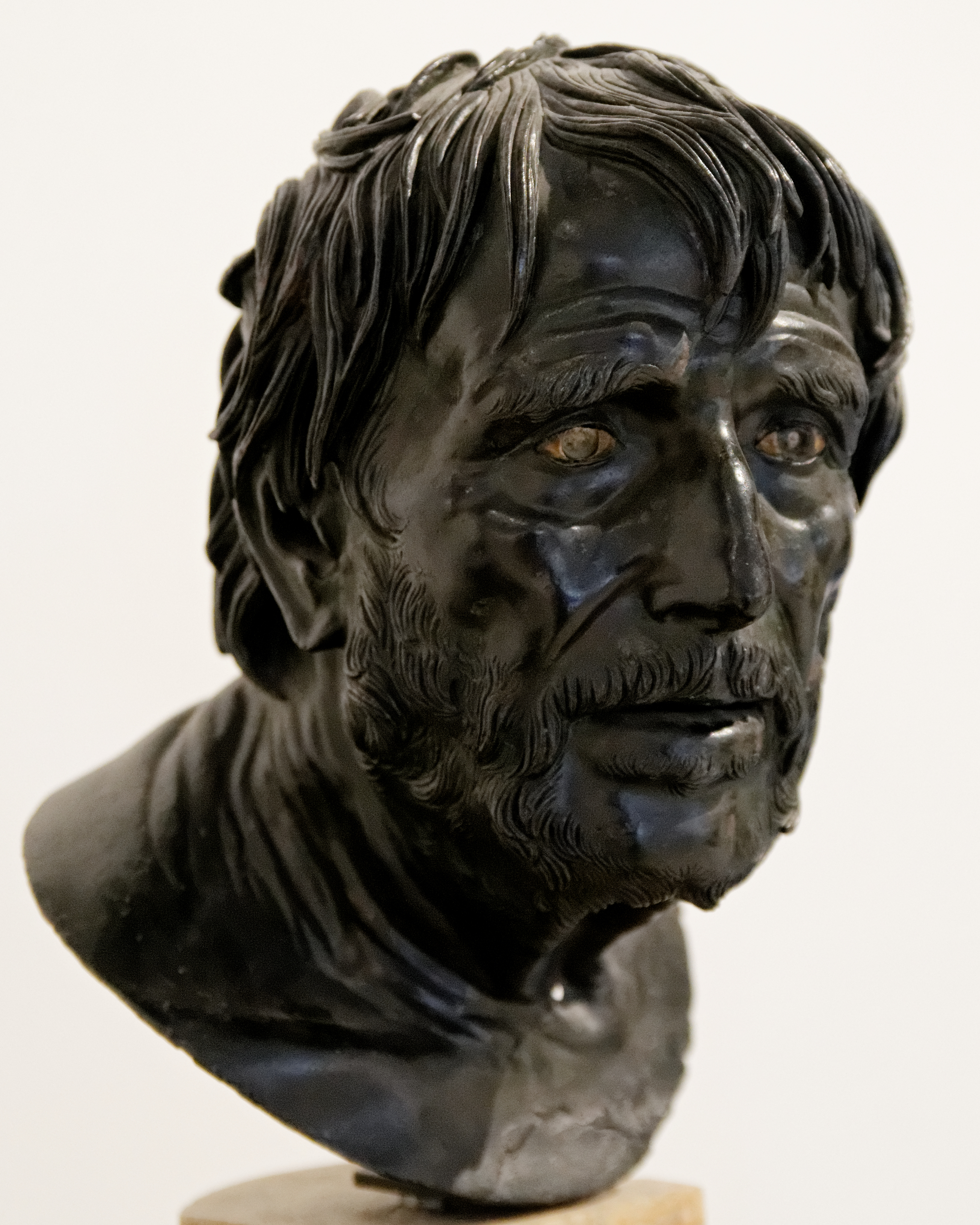
Pseudo-Sénèque. Portrait d'homme, probablement un poète ou un philosophe (souvent considéré comme représentant Hésiode)
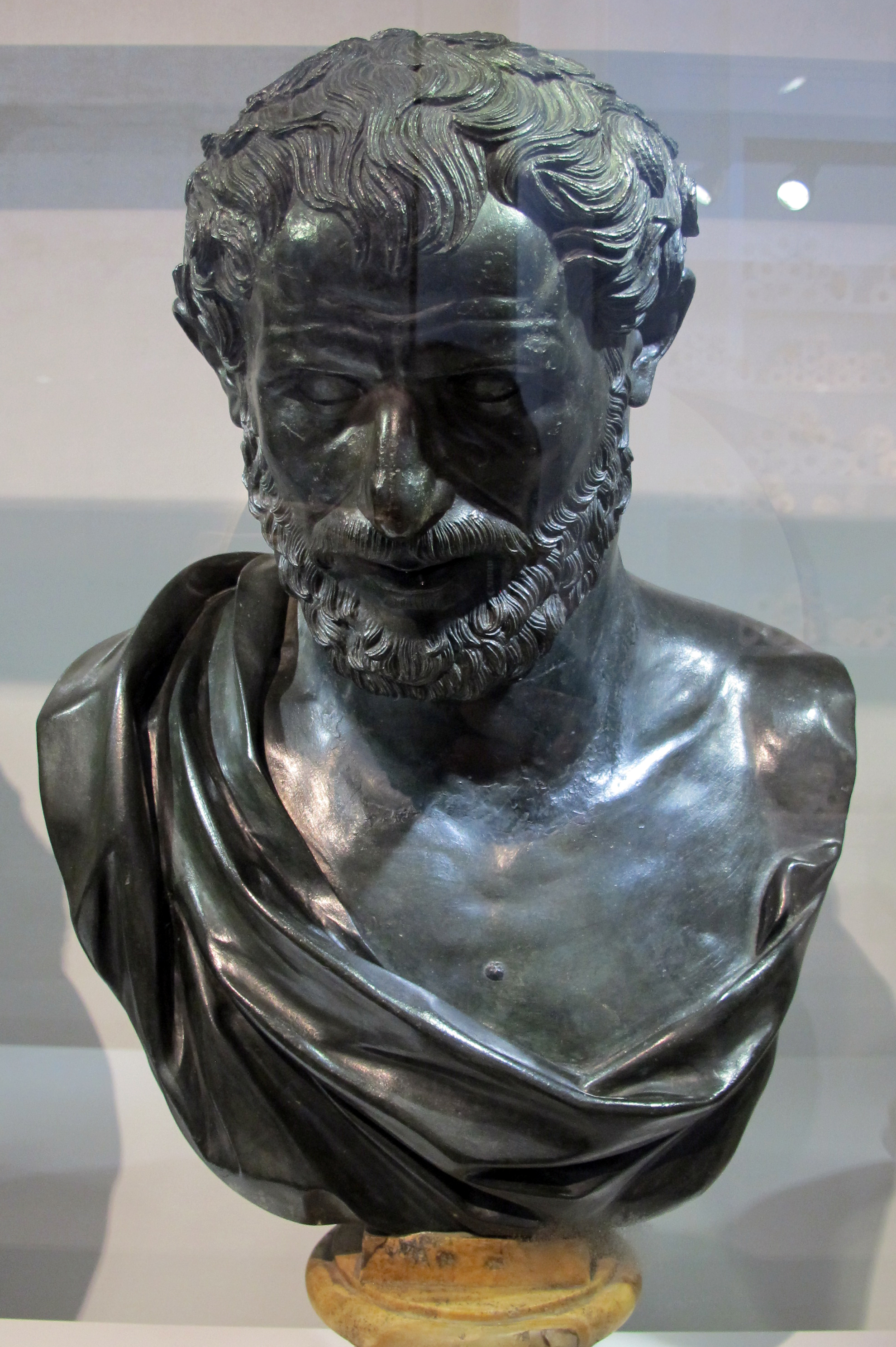
Buste d'un homme, traditionnellement identifié comme celui du philosophe Démocrite.
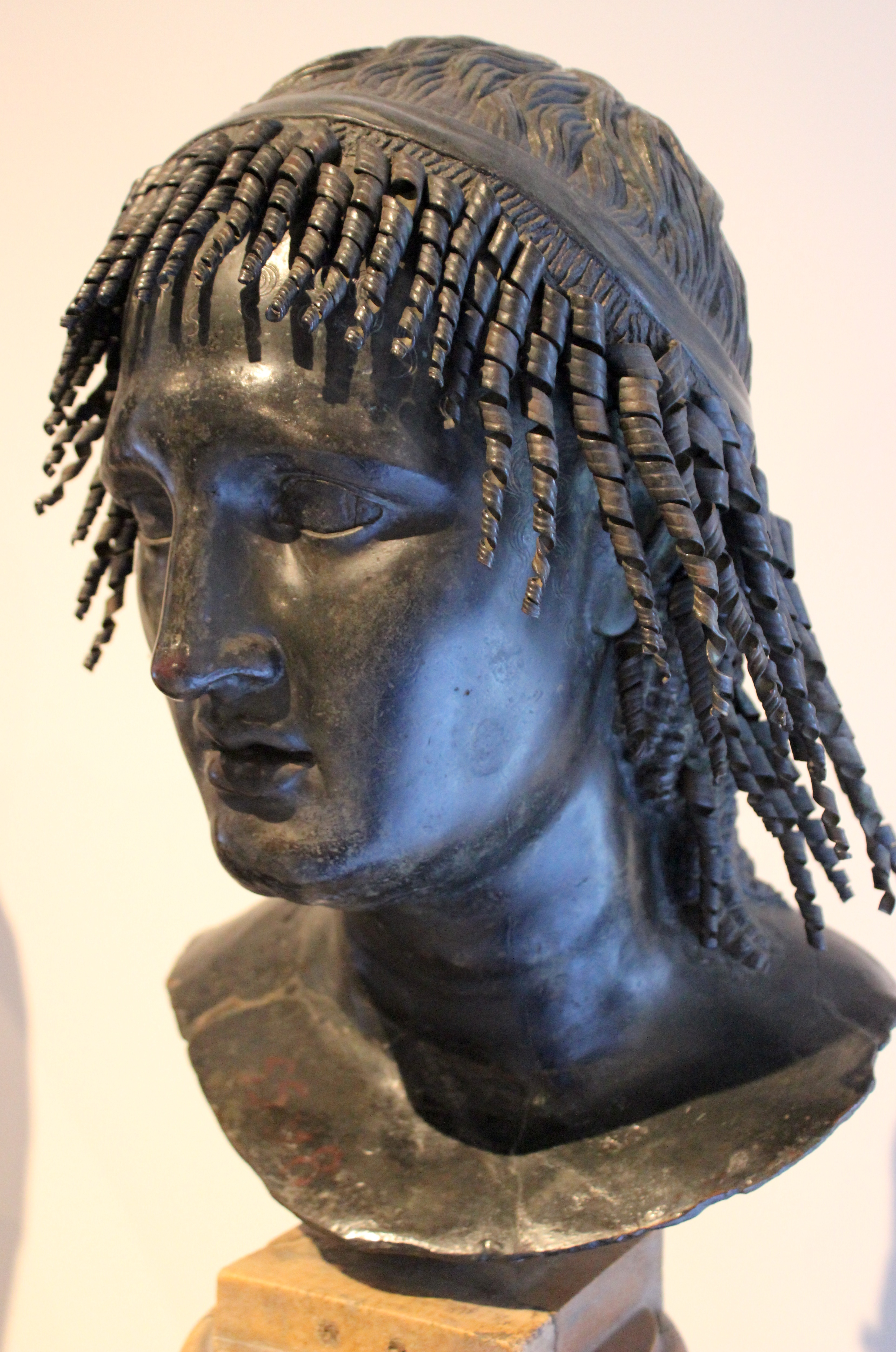
Buste de Ptolémée Apion.
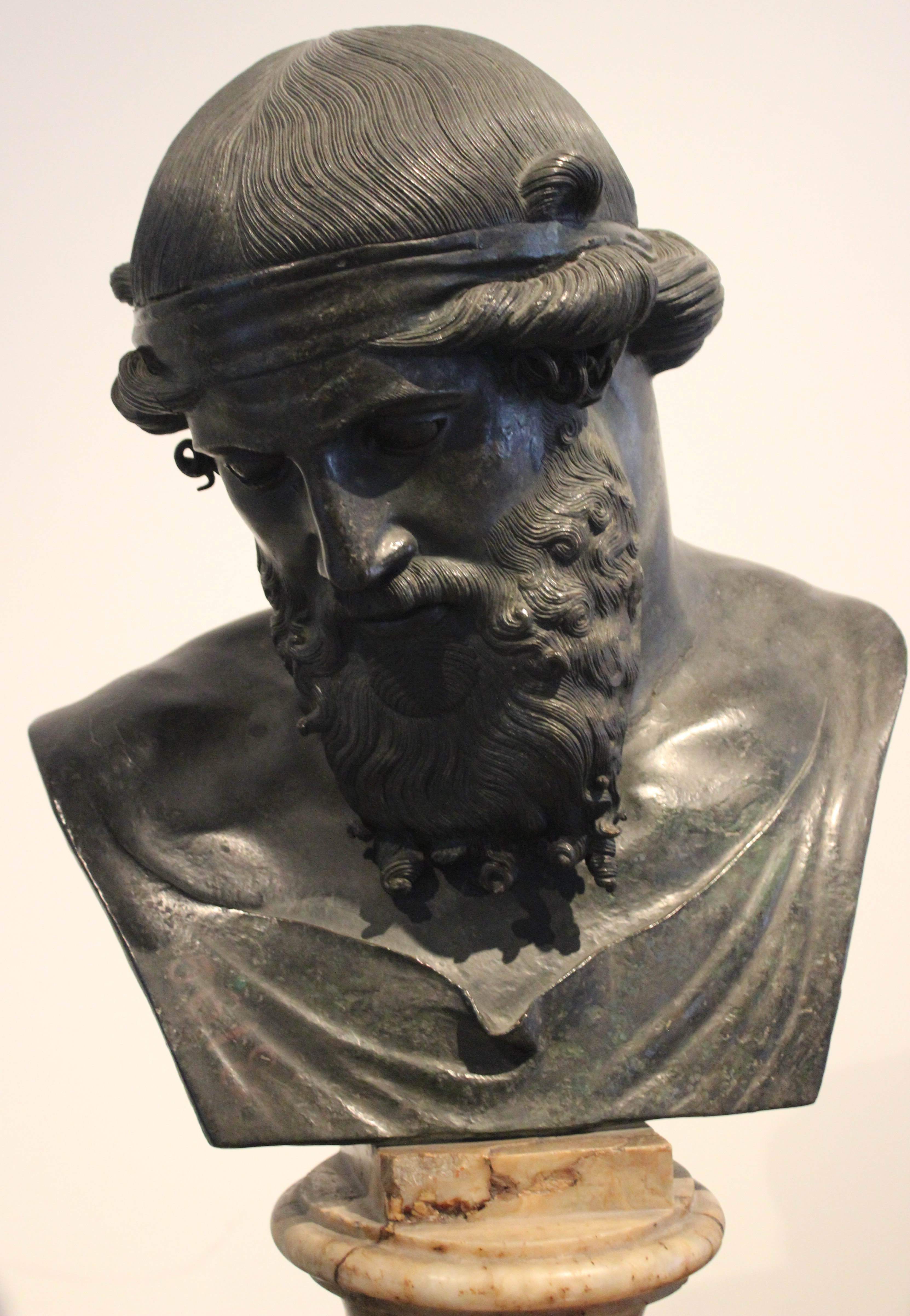
Buste de Dionysos.
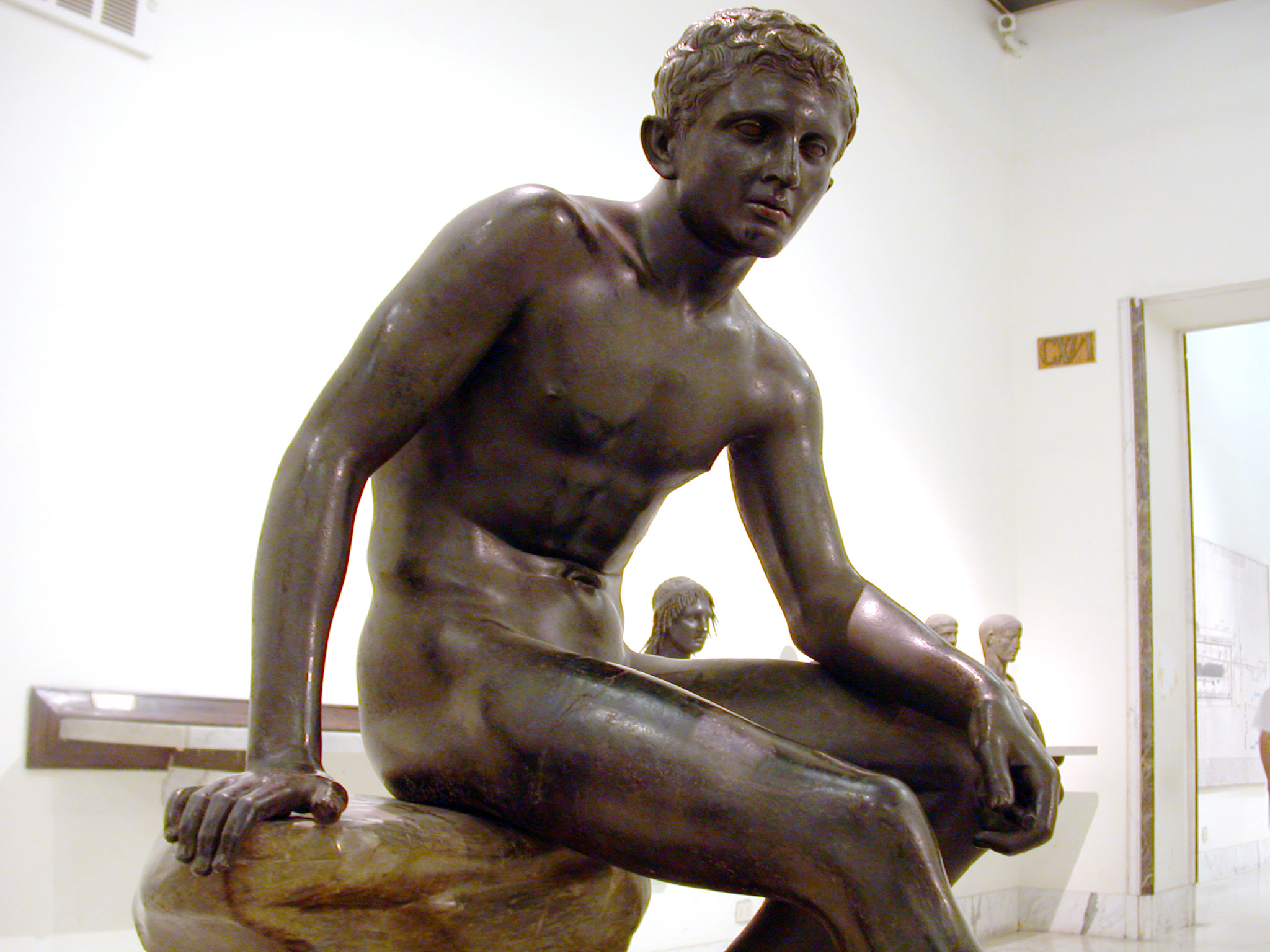
Hermès assis.